# Svetlana Ortiqova

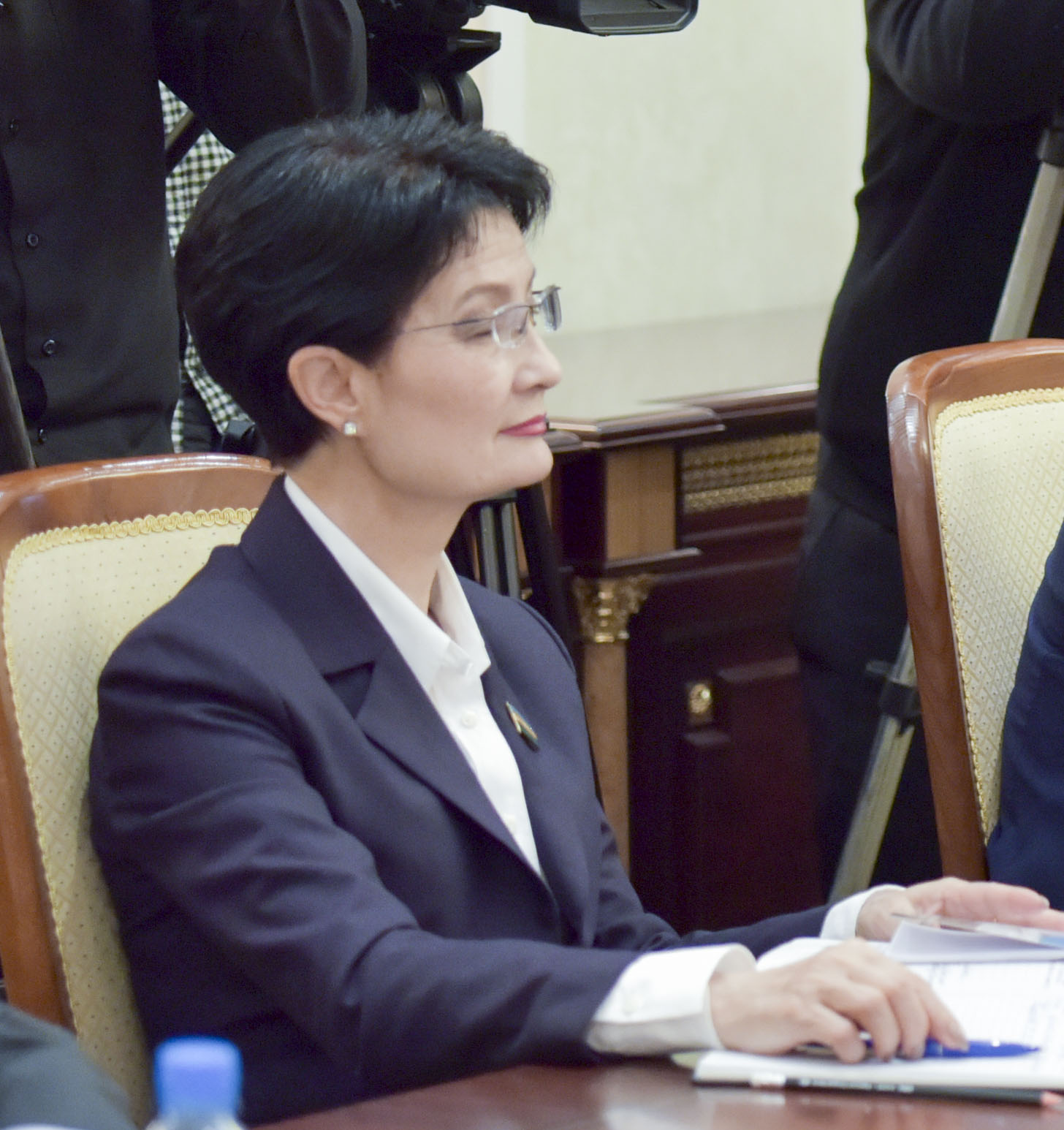
Svetlana Ortiqova

Ortiqova Svetlana Boymirzayevna (* 1. Januar 1962 im Uchkuorgan Bezerik der Provinz Namangan) ist eine usbekische Juristin, Senatorin der Oliy Majlis (2010, 2015) und stellvertretende Vorsitzende des Senats. Seit dem 7. November 2019 wurde sie zur stellvertretenden Generalstaatsanwältin der Republik Usbekistan ernannt.

## Leben
Sie absolvierte die Juristische Fakultät der Nationale Universität Usbekistan. Zu verschiedenen Zeiten war sie Inspektorin der Uchkuorgan Interdistrict Staatsanwaltschaft in der Provinz Namangan (1980-1988), leitende Assistentin des Staatsanwalts der Stadt Namangan (1988-1990), Staatsanwalt der Generalstaatsanwaltschaft Usbekistans (1993-1996), leitende Staatsanwältin des Abteilungs für die Koordinierung von Gesetzen und Rechtspropaganda der Generalstaatsanwaltschaft Usbekistans (1998-1999), Leiterin der Rechtspropagandaabteilung der Generalstaatsanwaltschaft Usbekistans.
Am 22. Januar 2010 wurde Svetlana Artikova durch Dekret des Präsidenten von Usbekistan zum Mitglied des Senats der Oliy Majlis der zweiten Amtszeit ernannt und leitete den Ausschuss des Senats für Gesetzgebung und rechtliche Fragen. Ab 2014 bekleidete sie das Amt der stellvertretenden Vorsitzenden der Zentralen Wahlkommission Usbekistans.
Am 20. Januar 2015 wurde Svetlana Artikova erneut durch Dekret des Präsidenten von Usbekistan zur Senatorin ernannt und am 22. Januar 2015 durch geheime Abstimmung zur stellvertretenden Vorsitzenden des Senats gewählt.

## Auszeichnungen
- Orden «Мехнат шухрати» (2006)[6]